# 1894年全米選手権 (テニス)
1894年 全米選手権（1894ねんぜんべいせんしゅけん）に関する記事。

## 大会の流れ
- 1881年から1967年まで、全米選手権は各部門が個別の名称を持ち、大会会場も別々のテニスクラブで開かれた。これが他の3つのテニス4大大会と大きく異なる点である。
  - 男子シングルス　名称：全米シングルス選手権（U.S. National Singles Championship）／会場：ロードアイランド州、ニューポート・カジノ　（最初の会場、1914年まで）
  - 男子ダブルス　名称：全米ダブルス選手権（U.S. National Doubles Championship）／会場：ロードアイランド州、ニューポート・カジノ　（最初の会場に戻る。1894年-1914年まで）
  - 女子シングルス　名称：全米女子シングルス選手権（U.S. Women's National Singles Championship）／会場：ペンシルベニア州、フィラデルフィア・クリケット・クラブ　（女子部門競技はすべてこの会場、1887年-1920年まで）
  - 女子ダブルス　名称：全米女子ダブルス選手権（U.S. Women's National Doubles Championship）／会場：フィラデルフィア・クリケット・クラブ　（1889年-1920年まで）
  - 混合ダブルス　名称：全米混合ダブルス選手権（U.S. Mixed Doubles Championship）／会場：フィラデルフィア・クリケット・クラブ　（1892年-1920年まで）
- 男女シングルスでは、「チャレンジ・ラウンド」（Challenge Round, 挑戦者決定戦）と「オールカマーズ・ファイナル」（All-Comers Final）で優勝を決定した。男子シングルスでは第4回大会の1884年から実施されてきたが、女子シングルスは第2回競技の1888年から行われた。
  - 大会前年度優勝者を除く選手は「チャレンジ・ラウンド」に出場し、前年度優勝者への挑戦権を争う。前年度優勝者は、無条件で「オールカマーズ・ファイナル」に出場できる。チャレンジ・ラウンドの勝者と前年度優勝者による「オールカマーズ・ファイナル」で、当年度の選手権優勝者を決定した。
- 競技ルールは、基本的にはウィンブルドン選手権に準拠して実施された。当時の女子シングルスには、他に類例のない特色がいくつかあった。
  - 出場選手が11名であったため、1回戦出場選手8名の超過分（本年は3名）を絞り落とす「予選ラウンド」（Preliminary Round）があった。
  - 1894年-1901年まで、女子部門競技（女子シングルス・女子ダブルス・混合ダブルス）の決勝戦が最大5セット・マッチで行われた。1894年からは、女子シングルスのチャレンジ・ラウンド決勝 → オールカマーズ・ファイナルで最大5セット・マッチを実施した。テニス4大大会の女子競技で最大5セット・マッチが行われたのは、1890年代-1901年の全米選手権だけである。
- 初期の全米選手権のように、外国人出場者が少なかった時期は、地元アメリカ人選手の国籍表示を省略する。

## 大会前年度優勝者
- 男子シングルス：ロバート・レン
- 女子シングルス：アリーン・テリー
- 男子ダブルス：フレッド・ホビー＆クラレンス・ホバート
- 女子ダブルス：アリーン・テリー＆ハリエット・バトラー
- 混合ダブルス：クラレンス・ホバート＆エレン・ルーズベルト

## 男子シングルス

### チャレンジラウンド
準々決勝
- J・B・リード vs. サミュエル・トムソン　6-3, 6-1, 6-2
- マンリフ・グッドボディ vs. クラレンス・ホバート　6-2, 6-2, 2-6, 3-6, 8-6
- ウィリアム・ラーンド vs. リチャード・スティーブンス　6-2, 4-6, 6-3, 8-6
- マルコム・チェイス vs. チャールズ・サンズ　7-5, 6-2, 7-5

準決勝
- マンリフ・グッドボディ vs. J・B・リード　3-6, 6-0, 6-0, 6-1
- ウィリアム・ラーンド vs. マルコム・チェイス　6-4, 6-2, 8-6

決勝
- マンリフ・グッドボディ vs. ウィリアム・ラーンド　4-6, 6-1, 3-6, 7-5, 6-2　［グッドボディ、外国人選手初の男子決勝進出者になる］

### オールカマーズ決勝
- ロバート・レン vs.  マンリフ・グッドボディ　6-8, 6-1, 6-4, 6-4　（レンが本大会の優勝者になる）

## 女子シングルス

### チャレンジラウンド
1回戦
- エセル・バンクソン vs. ハッティー・ビューモント　6-1, 6-0
- ヘレン・ヘルウィッグ vs. エミー・ウィリアムズ　6-2, 6-2
- バーサ・タウンゼント vs. クレメント・ビークロフト夫人　6-1, 6-0
- ジュリエット・アトキンソン vs. エリザベス・スレビン　6-1, 6-1

準決勝
- ヘレン・ヘルウィッグ vs. エセル・バンクソン　6-2, 6-1
- バーサ・タウンゼント vs. ジュリエット・アトキンソン　4-6, 7-5, 6-4

決勝
- ヘレン・ヘルウィッグ vs. バーサ・タウンゼント　6-2, 7-5, 6-4　［ここから最大5セット・マッチ］

### オールカマーズ決勝
- ヘレン・ヘルウィッグ vs. アリーン・テリー　7-5, 3-6, 6-0, 3-6, 6-3　（ヘルウィッグが本大会の優勝者になる）

## 決勝戦の結果
- 男子シングルス：ロバート・レン vs.  マンリフ・グッドボディ　6-8, 6-1, 6-4, 6-4　［オールカマーズ決勝］
- 女子シングルス：ヘレン・ヘルウィッグ vs. アリーン・テリー　7-5, 3-6, 6-0, 3-6, 6-3　［オールカマーズ決勝］
- 男子ダブルス：フレッド・ホビー＆クラレンス・ホバート vs. カー・ニール＆サム・ニール　6-3, 8-6, 6-1
- 女子ダブルス：ジュリエット・アトキンソン＆ヘレン・ヘルウィッグ vs. アナベラ・ウィスター＆エミー・ウィリアムズ　6-4, 8-6, 6-2　［最大5セット・マッチ］
- 混合ダブルス：エドウィン・フィッシャー＆ジュリエット・アトキンソン vs. グスタフ・レマック＆マクファデン夫人　6-3, 6-2, 6-1　［最大5セット・マッチ］